# Platytrombidium pritchardi
Platytrombidium pritchardi är en spindeldjursart som först beskrevs av Womersley 1936.  Platytrombidium pritchardi ingår i släktet Platytrombidium och familjen Microtrombidiidae. Inga underarter finns listade i Catalogue of Life.